# Экспресс-АМ2
«Экспресс-AM2» — российский телекоммуникационный спутник, созданный НПО ПМ совместно с французской компанией Alcatel Space и немецкой Astrium. Он предназначается для обеспечения цифрового телерадиовещания, телефонии, передачи данных, доступа в Интернет на территории России и в Центральной Азии.
Полезная нагрузка: 12 транспондеров Ku-диапазона из которых 8 мощностью 101 Вт, 4 мощностью 140 Вт с полосой пропускания 54 МГц; 16 транспондеров C-диапазона из которых 11 мощностью 60 Вт с полосой пропускания 36 МГц, 5 мощностью 100 Вт с полосой пропускания 40 МГц и 1 транспондер L-диапазона с мощностью 30 Вт и полосой пропускания 0,5 МГц.
Расчётная точка стояния — 80° в. д.

## Аварийное состояние
16 июня 2008 года ФГУП «Космическая связь» (ГПКС) отключило транспондеры на спутнике «Экспресс-АМ2» на 8 часов. Отключения транспондеров на спутнике повторялись 31 мая, 3, 5, 8, 10, 11 и 16 июня.
8 марта 2009 года из-за проблем с энергообеспечением «Экспресс-АМ2» прекратил работу. ФГУП «Космическая связь» (ГПКС) подтвердило нештатную работу спутника.
24 декабря 2008 года страховая компания «Ингосстрах», страхующая спутники ГПКС, признала частичную гибель «Экспресс-АМ2».
Из-за проблем с энергообеспечением на спутнике было сокращено количество работающих транспондеров до 3 и сокращено время вещания до 12 часов в сутки. В этом режиме спутник проработал до 1 августа 2010 года, после чего вещание с него было прекращено.
На 2012-й год спутник находился в точке стояния — 80° в. д.. в аварийном состоянии из-за отказа основной и резервной систем поворота солнечных батарей и по назначению не используется.
В декабре 2016 года было объявлено о выводе «Экспресс-АМ2» из эксплуатации и переводе его на орбиту захоронения